# Eufrosina di Polack
Eufrosina di Polack (in bielorusso Ефрасіння Полацкая?, Efrasinnja Polackaja; Polack, 1110 circa – Gerusalemme, 1173) è stata una badessa e santa bielorussa.
È venerata come santa dalla Chiesa ortodossa russa. A lei è attualmente dedicata l'Università di Polack che porta il suo nome.

## Biografia
Pradslava nacque a Polack attorno al 1110. Figlia del principe Svjatoslav di Polack, probabilmente nipote di Sofia, figlia di Vladimir Monomaco, nipote del Principe Vseslav di Polack e cugina dell'imperatore bizantino Manuele Comneno.
Determinata a dedicare la sua vita a Dio, Eufrosina rifiutò tutte le proposte di matrimonio dinastico e fuggì all'età di 12 anni per entrare nel convento di sua zia, santa Sofia, dove prese il velo e cambiò il nome in Eufrosina. Successivamente la raggiunsero la sorella Hardzislava, due nipoti, e un cugino.
Con la benedizione del Vescovo di Polack, Eufrosina cominciò a vivere da eremita in una cella nella cattedrale di Santa Sofia dove lavorava come copiatrice di libri, dando ai poveri i proventi ricavati dalla vendita degli stessi. 
Eufrosina ebbe una fitta corrispondenza con i vescovi Clemente Smoljatič e Cirillo di Turov, così come con il clero di Costantinopoli, fondando in seguito il convento del Santo Salvatore a Selce.
Grazie al consenso del vescovo di Polack Elia, attorno all'anno 1128 Eufrosina fondò un nuovo monastero maschile dedicato alla Madre di Dio ultimato intorno al 1160.
Dotato di una ricca biblioteca, era il centro della vita culturale, ma sia questo che il precedente furono distrutti durante l'invasione lituana del XIII secolo.
Eufrosina compì un pellegrinaggio a Costantinopoli dove venne ricevuta dall'imperatore Manuele I Comneno ed il patriarca Michele II Curcuas: in seguito fece un ulteriore pellegrinaggio per la Terra santa, dove fu ricevuta dal re crociato Amalrico I di Gerusalemme e dal patriarca Amalrico di Nesle.
Si recò in seguito a Gerusalemme dove morì nel 1173 e fu sepolta nel monastero di San Teodosio. 
Dopo la conquista di Gerusalemme da parte di Saladino nel 1187, le reliquie di Eufrosine furono trasportate al Monastero delle Grotte di Kiev. Nel 1910, sono tornate nella sua città natale, a Polack.

## Culto
Eufrosina di Polack, santa patrona della Bielorussia e di Polack, è ricordata il 23 maggio ed è particolarmente venerata dai bielorussi, ruteni, lituani e russi. .
Santa Eufrosina di Polack è stata glorificata nella Chiesa ortodossa russa nel 1584 come patrona del monachesimo femminile.
Una descrizione dettagliata della vita di Santa Eufrosina di Polack si trova nel libro "La vita di Eufrosina di Polack" (in bielorusso: "Жыціе Ефрасінні Полацкай", in russo: "Житие Ефросиньи Полоцкой" ). Questo testo probabilmente è stato scritto dopo la sua morte, e la più antica copia superstite risale al XIV secolo.
Esistono chiese ortodosse dedicate a Eufrosina a Londra, South River (vicino a New York City), Toronto e Vilnius. In Bielorussia c'è una chiesa a Polack e un'altra a Minsk.

## Arte
Eufrosina di Polack divenne la protagonista di molte opere di scrittori e poeti bielorussi.
Eufrosina viene narrata nei romanzi di Alexander Osipenko e Valentine Kovtun.
Molte poeti le hanno dedicato delle poesie: Uladzimir Aljakseevič Arloŭ ( «Еўфрасіння», "Eufrosina" ), Aleh Bembel' ( «Абсяг Еўфрасініі» "Ambito di applicazione di Eufrosina" ), Ryhor Baradulin («У Полацкай Спаса-Еўфрасіннеўскай царкве» "In Polack Eufrosina Salvatore Chiesa" ), Danuta Bičėl'-Zahnetava («Еўфрасіння Полацкая» "Eufrosina di Polack" ) Navum Halpjarovič («Веі замружу, і выплыве вечар» "Ciglia zamruzhu e vyplyvet sera" ), Larysa Hienijuš ( «Еўфрасіння Полацкая»,"Eufrosina di Polack", «У горы я пад тваімі ранамі»"In montagna sono sotto le tue ferite" ), Sjarhej Zakonnikoǔ («Святло Еўфрасінні» "La luce di Eufrosina" ), Ales' Zvonak («Цень Еўфрасінні» ,"L'ombra di Eufrosina" ), Vasil' Zuënak («Апошняя малітва Еўфрасінні Полацкай» "L'ultima preghiera di Eufrosina di Polack",«Шукаю Богшу» "Io sono Bogša" ), Aleh Lojka ( «Еўфрасіння Полацкая» "Eufrosina di Polack" ), Valjancin Lukša («Фрэскі святой Еўфрасінні» "Gli affreschi di S. Eufrosina" ), Ales' Razanaǔ ( «Папярэджанне» "Avviso" ), Ljudmila Rublieŭskaja ( «Еўфрасіння»,"Eufrosina" ) Viktar Šnip ( «Хрыстова нявеста» "Sposa di Cristo" ), Sjarhej Paniznik ( «Споведзь» "Confessione" ), Leanid Dran'ko-Majsjuk ( «Еўфрасіння»,"Eufrosina" ).
La santa è rappresentata con abiti monastici, la croce di Santa Eufrosina e giglio, ed è il soggetto principale delle opere di Aljaksej Maračkin, Aljaksej Kuz'mìč, Arlen Kaškurėvič e Symon Svistunovič.

## Galleria d'immagini

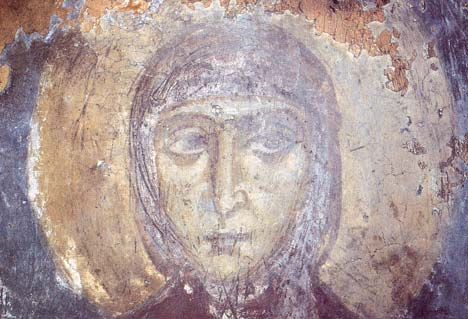
Frammento di affresco Chiesa della Santa Trasfigurazione
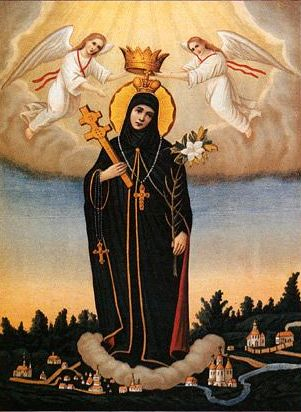
Immagine del XIX secolo
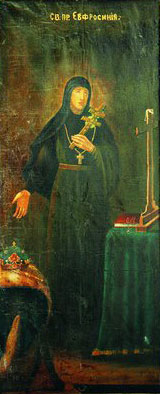
Immagine del XIX secolo
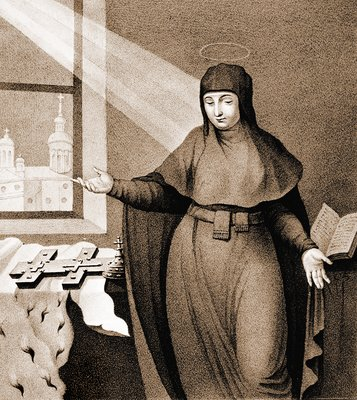
Immagine del XIX secolo
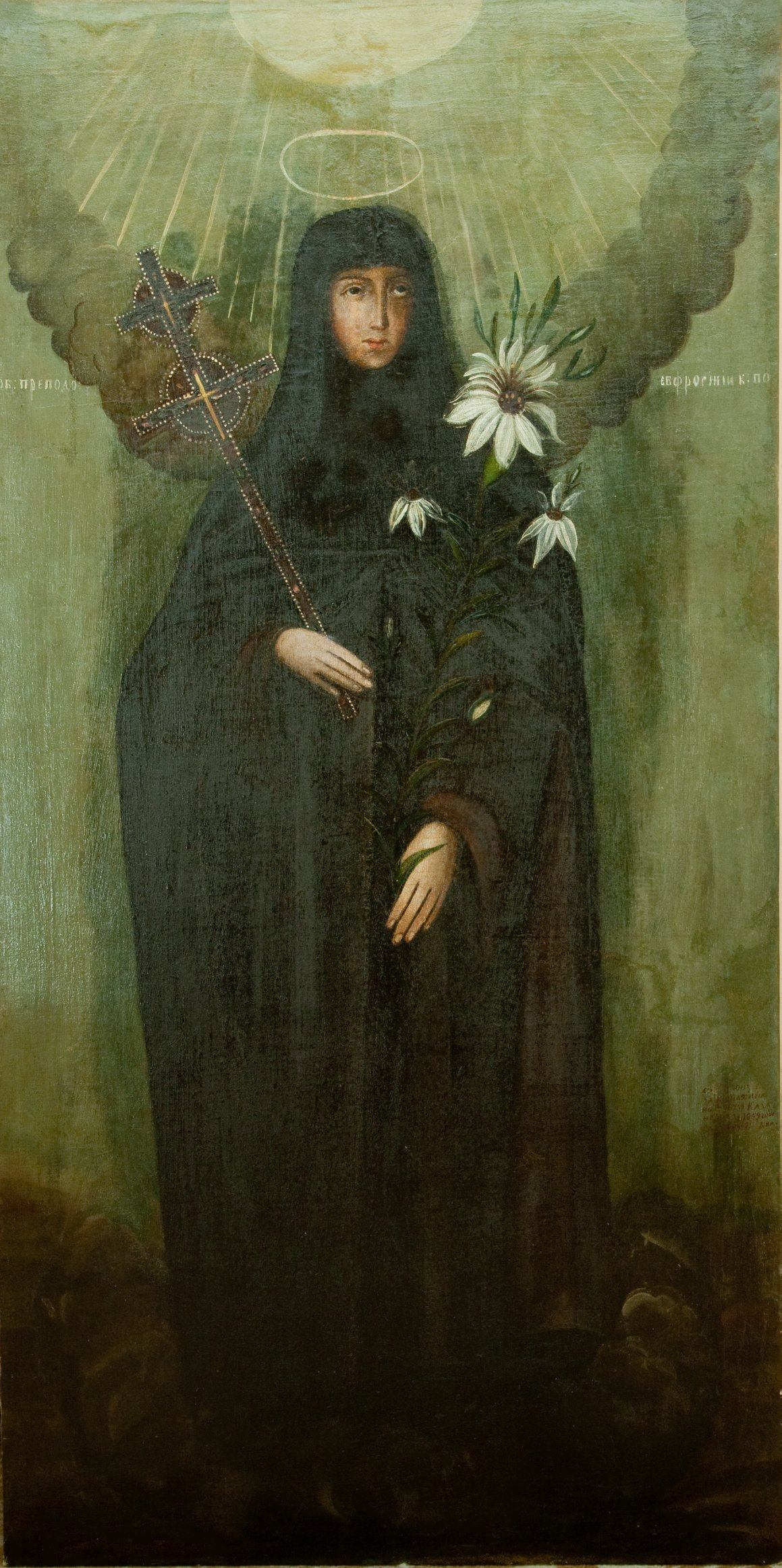
pittura ad olio su tela di canapa
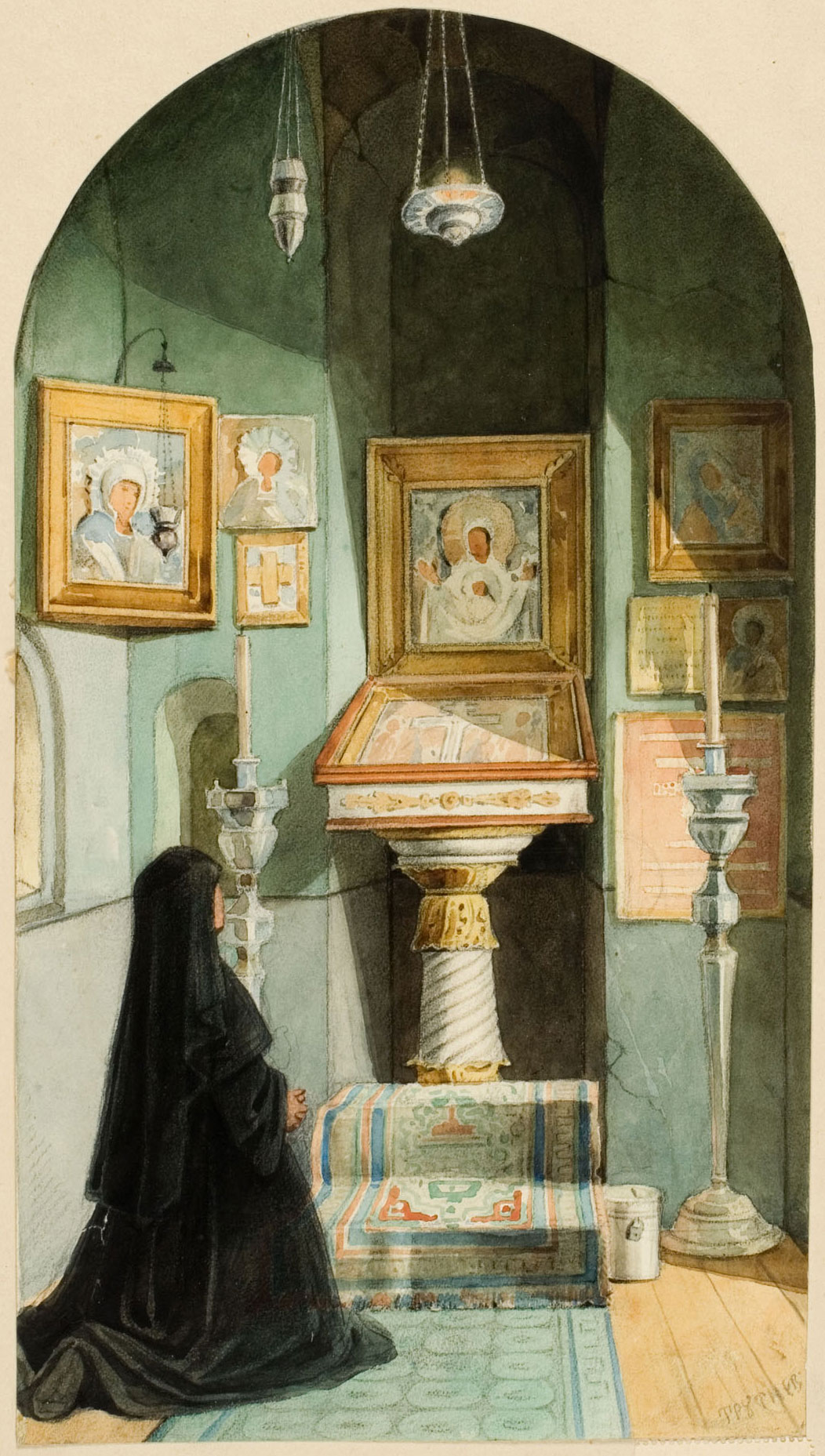
Santa Eufrosina di Polack di I. Trutnev (1860)
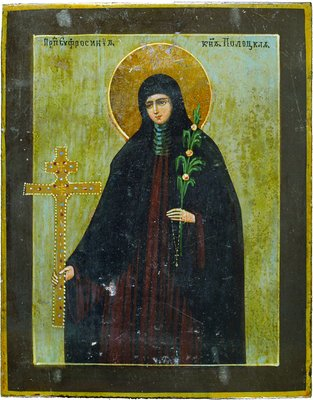
Icona del 1910
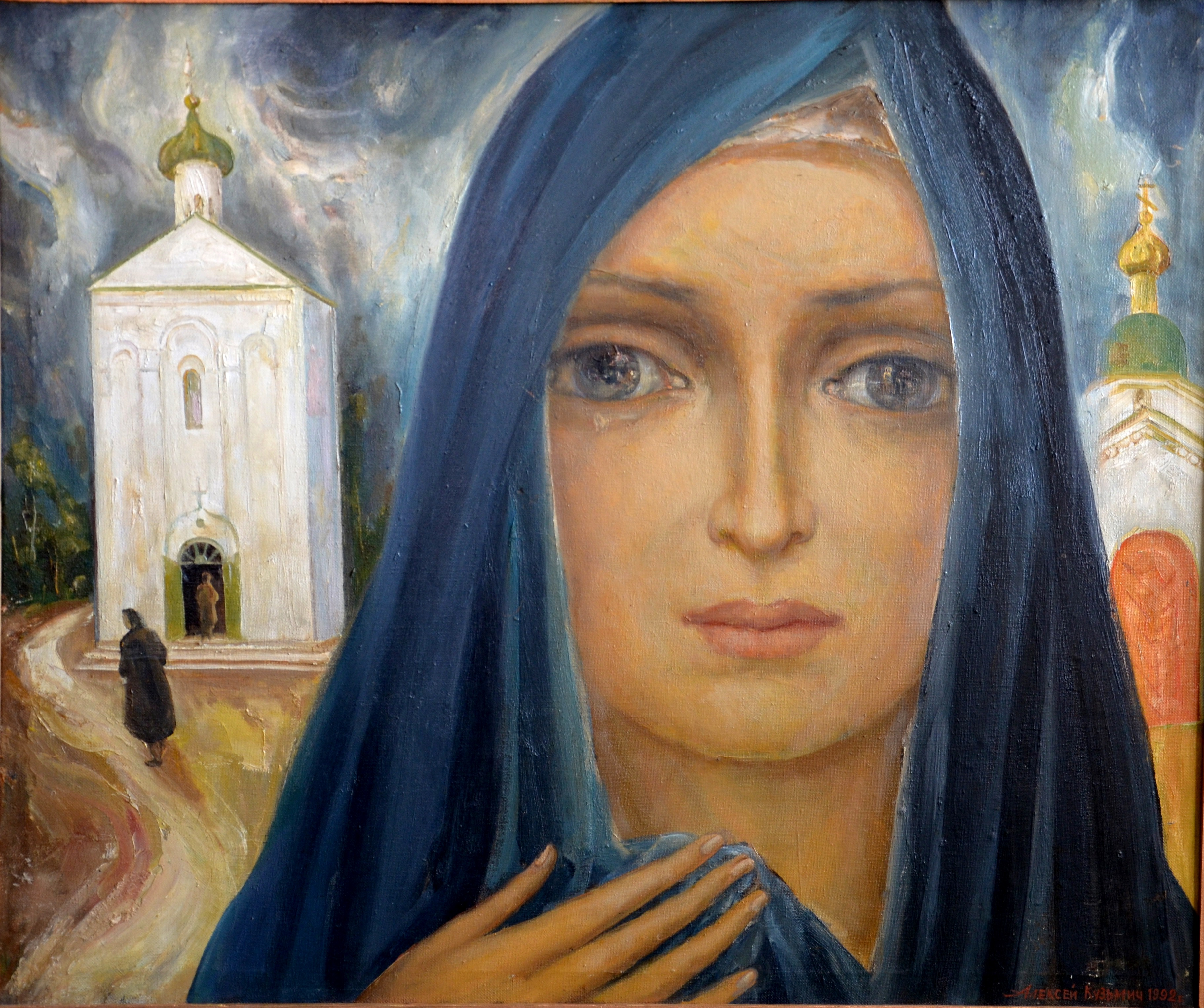
"Il pianto di Santa Eufrosina di Polack" di Aljaksej Kuz'mič (1992)
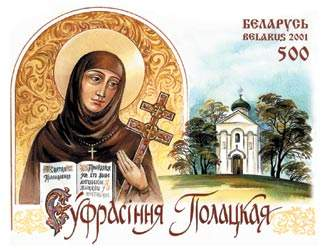
Francobollo bielorusso con Eufrosina di Polack del 2001
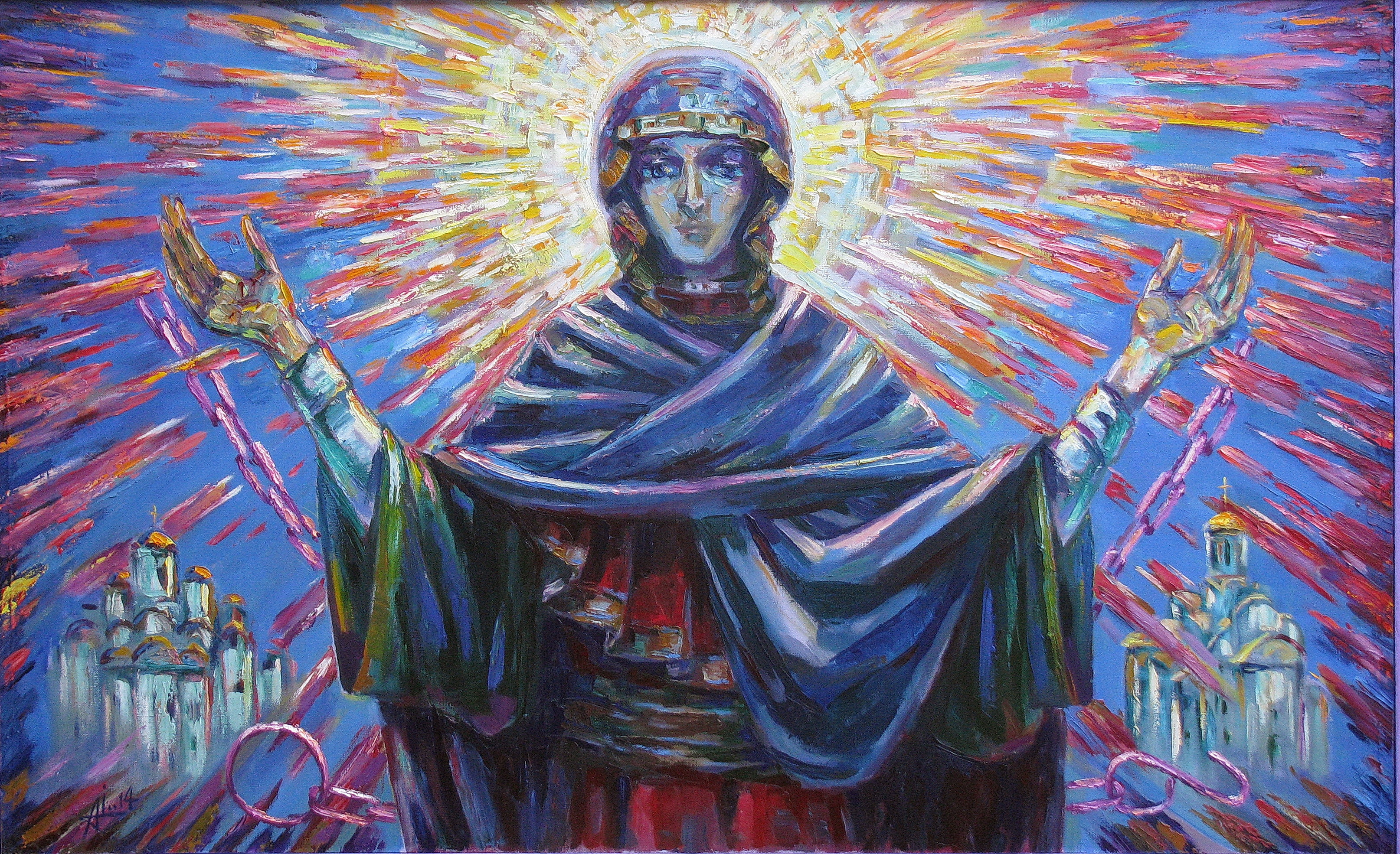
"Eufrosina di Polack con catene" di Aljaksandr Cyrkunoǔ